# Naturschutzgebiet Arnsberger Wald (Arnsberg)

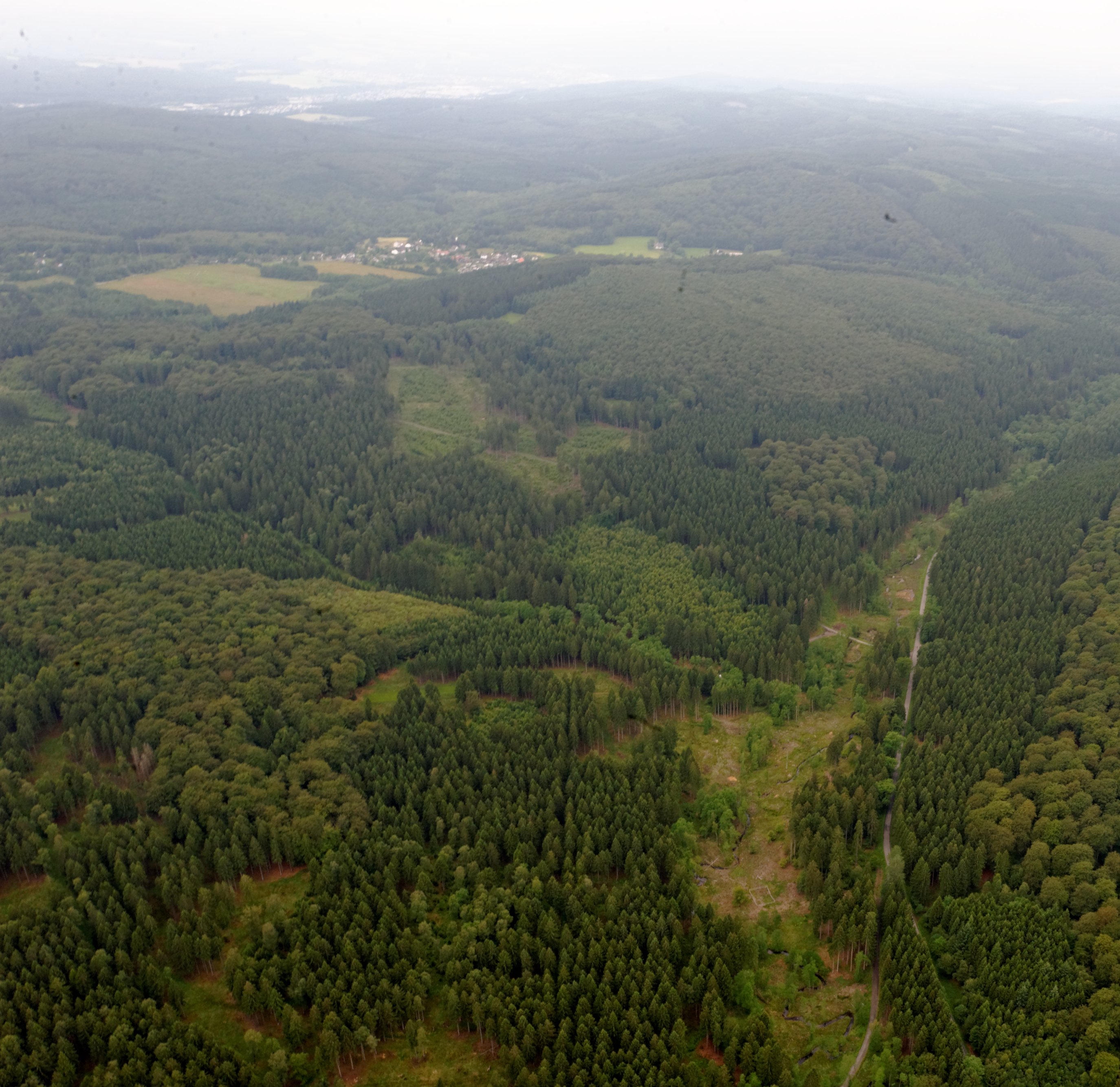
Naturschutzgebiet Arnsberger Wald mit Breitenbruch

Das Naturschutzgebiet Arnsberger Wald mit einer Größe von 2714,0 ha liegt um Breitenbruch im Oberen Arnsberger Wald im Stadtgebiet von Arnsberg im Hochsauerlandkreis. Es wurde 1991 von der Bezirksregierung Arnsberg als Naturschutzgebiet (NSG) mit dem Namen Naturschutzgebiet Breitenbruch-Neuhaus und einer Flächengröße 2.289,1 ha ausgewiesen. Es wurde 1998 mit dem Landschaftsplan Arnsberg durch den Kreistag des Hochsauerlandkreises als Naturschutzgebiet (NSG) mit einer Flächengröße 2.289,1 ha erneut ausgewiesen. Bei der Neuaufstellung des Landschaftsplanes Arnsberg durch den Kreistag 2021 wurde das NSG mit verändertem Namen erneut ausgewiesen und deutlich vergrößert.
Das NSG wird durch die Bundesstraße 229 und die Kreisstraße 8 zerschnitten. Das NSG liegt im Norden direkt an der Grenze zur Gemeinde Möhnesee und dem dortigen Naturschutzgebiet Arnsberger Wald. Im Westen grenzt teilweise das Naturschutzgebiet Wannebach und im Osten das Naturschutzgebiet Arnsberger Wald (Meschede) an. Mit diesen Naturschutzgebieten gehört es zum 7.991 ha großen FFH-Gebiet Arnsberger Wald (DE-4514-302). Auch neun Wildnisentwicklungsgebiete befinden sich im Schutzgebiet.

## Gebietsbeschreibung
Im NSG handelt es sich um das dortige Waldgebiet. Es umfasst die Waldgebiete südlich des Baches Kleine Schmalenau bzw. südlich der Grenze zum Kreis Soest und westlich der Stadtgrenze Arnsberg/Meschede. Der Wald ist hauptsächlich mit Rotbuchen- und Buchenmischwäldern sowie Rotfichten- und Rotfichtenmischwäldern bestockt. Wobei die Fichtenwälder durch Borkenkäfer-Kalamitäten 2021 bereits fast alle abgestorben waren. Bei den Buchwäldern handelt es sich meist um naturnaher Hainsimsen-Buchenwälder. In Talauen von Wanne und Kleiner Schmalenau stocken teils Eichen-Hainbuchenwälder. Kleinflächig dominieren auch Eichen oder auch Bergahorn im Wald.
Auch mehrere Bachläufe mit bachbegleitenden Erlenwäldern in der Flussaue gehören zum NSG. Die kleinen Bäche fließen teils in tiefeingeschnittene Kerbtälchen und weisen naturnahe Gewässermorphologie und -dynamik auf. Die bachbegleitenden Erlenwäldern sind meist quellig durchsickert. Die Krautschicht ist an lichteren Stellen und in Bachnähe artenreicher und weist hier auch höhere Deckungsgrade auf. Stellenweise wachsen Staufeuchtezeiger und in Bachnähe niedrigwüchsige Uferfluren. Rund um die wenigen besiedelten Bereiche liegen verschiedene Grünlandtypen.
Im NSG befinden sich Relikte und Spuren früherer Landnutzungen durch hoheitliche Jagd eines ehemaligen fürstlichen Bannforstes, Bergbau und Landwirtschaft. Historisches Überbleibsel einer jahrhundertelangen menschlichen Nutzung ist historischen Handelsweg Plackweg.

## Tier- und Pflanzenarten im NSG
Im NSG kommen Tierarten wie Hirschkäfer, Bachforelle, Bachneunauge, Groppe, Eisvogel, Raufußkauz, Sperlingskauz, Rotmilan, Wespenbussard, Mäusebussard, Buntspecht, Kleinspecht, Grauspecht, Mittelspecht, Schwarzspecht, Schwarzstorch, Wasseramsel, Gartenbaumläufer, Gebirgsstelze, Grauschnäpper, Star, Sumpfmeise, Trauerschnäpper, Waldlaubsänger und Kleiber vor.
Auswahl vom Landesamt für Natur, Umwelt und Verbraucherschutz Nordrhein-Westfalen dokumentierte Pflanzenarten im Gebiet Adlerfarn, Ährige Teufelskralle, Alpen-Hexenkraut, Alpen-Laichkraut, Ästiger Igelkolben, Bach-Spatenmoos, Bachbunge, Bergfarn, Bitteres Schaumkraut, Bittersüßer Nachtschatten, Blut-Ampfer, Blutwurz, Borstgras, Braun-Segge, Breitwegerich, Breitblättriger Rohrkolben, Brennender Hahnenfuß, Buchenfarn, Buschwindröschen, Bärlauch, Drachenwurz, Dreizahn, Echter Baldrian, Echtes Mädesüß, Echtes Springkraut, Eichenfarn, Einbeere, Einblütiges Perlgras, Einfacher Igelkolben, Frauenfarn, Gänseblümchen, Gamander-Ehrenpreis, Geflecktes Johanniskraut, Gegenblättriges Milzkraut, Gelbe Schwertlilie, Gemeines Brunnenmoos, Gemeines Weißmoos, Gewöhnliche Goldnessel, Gewöhnliche Pestwurz, Gewöhnlicher Blutweiderich, Gewöhnlicher Gilbweiderich, Gewöhnlicher Froschlöffel, Gewöhnliches Ferkelkraut, Glieder-Binse, Goldenes Frauenhaarmoos, Große Sternmiere, Großes Hexenkraut, Grünliche Gelb-Segge, Gundermann, Hain-Gilbweiderich, Hain-Greiskraut, Hain-Sternmiere, Harzer Labkraut, Hasenpfoten-Segge, Heidelbeere, Herbstzeitlose, Hirse-Segge, Hohe Schlüsselblume, Hänge-Segge, Sumpf-Torfmoos, Keulen-Bärlapp, Kleine Braunelle, Kleines Springkraut, Kleine Wasserlinse, Kleiner Baldrian, Kleiner Dornfarn, Kleines Immergrün, Kletten-Labkraut, Kriechender Günsel, Kriechender Hahnenfuß, Kuckucks-Lichtnelke, Maiglöckchen, Mittleres Hexenkraut, Moor-Birke, Moor-Labkraut, Pillen-Segge, Quell-Sternmiere, Rippenfarn, Roter Fingerhut, Salbei-Gamander, Scharbockskraut, Scharfer Hahnenfuß, Schwimmendes Laichkraut, Schönes Frauenhaarmoos, Siebenstern, Sprossender Bärlapp, Stumpfblättriger Ampfer, Sumpfdotterblume, Sumpf-Helmkraut, Sumpf-Labkraut, Sumpf-Pippau, Sumpf-Schachtelhalm, Sumpf-Sternmiere, Sumpf-Teichfaden, Sumpf-Veilchen, Sumpf-Vergissmeinnicht, Sumpf-Wasserstern, Sumpf-Weidenröschen, Sumpf-Ziest, Stachel-Segge, Ufer-Wolfstrapp, Vielblütige Weißwurz, Vogel-Wicke, Wald-Bingelkraut, Wald-Ehrenpreis, Wald-Engelwurz, Waldgeißblatt, Wald-Schachtelhalm, Wald-Schaumkraut, Wald-Veilchen, Wald-Ziest, Waldmeister, Wasserdarm, Wasserminze, Wasserdost, Wasserpfeffer, Wasser-Schwaden, Wechselblättriges Milzkraut, Wiesen-Bärenklau, Wiesen-Flockenblume, Wiesen-Platterbse, Wiesen-Schaumkraut, Zweiblättrige Schattenblume, Zweizeilige Segge.

## Schutzzweck
Das NSG soll das Waldgebiet mit Arteninventar schützen. Wie bei allen Naturschutzgebieten in Deutschland wurde in der Schutzausweisung darauf hingewiesen, dass das Gebiet „wegen der Seltenheit, besonderen Eigenart und Schönheit des Gebietes“ zum Naturschutzgebiet erklärt wurde. Das dient auch der: „Sicherung der Kohärenz und Umsetzung des Europäischen Schutzgebietssystems Natura 2000.“ ferner der „...nachhaltigen Sicherung von besonders schutzwürdigen Lebensräumen nach § 30 BNatSchG und von Vorkommen seltener Tier- und Pflanzenarten.“